# Calkská přehradní nádrž
Calkská přehradní nádrž (gruzínsky წალკის წყალსაცავი, Calkis cqalsacavi) je přehradní nádrž na řece Chrami v Gruzii v kraji Kvemo Kartli. Byla pojmenována podle okresního městečka Calka (gruzínsky წალკა, arménsky Ծալկա).

## Vodní elektrárny
Voda z nádrže je dvěma tlakovými tunely o průměru 3 m a dlouhými 7,5 km svedena do údolí řeky pod hrází na dvě vodní elektrárny Chrami 1 a Chrami 2.
- Vodní elektrárna Chrami 1 má tři Peltonovy turbíny o výkonu 37,6 MW. Stavba Chrami 1 byla zahájena roku 1944, první turbína byla spuštěna roku 1947[1] a dokončena roku 1949[2].
- Vodní elektrárna Chrami 2 měla původně 2 Francisovy turbíny o výkonu 55 MW. Stavba Chrami 2 byla zahájena roku 1957, první turbína byla spuštěna v roce 1962[3] a byla dostavěna roku 1963. V roce 2010 byla dokončena 12 let trvající rekonstrukce a elektrárna byla spuštěna se dvěma novými turbínami italské výroby o výkonu 2 x 60 MW, kterými byla obě původní soustrojí nahrazena.

Vodní dílo s oběma elektrárnami je po Ingurském a Žinvalském třetím nejvýkonnějším v Gruzii.